# Kupa (flod)
Kupa (kroatiska) eller Kolpa (slovenska) är en flod som skapar en naturlig gräns mellan nordvästra Kroatien och sydvästra Slovenien. Floden har sin källa i Kroatien, närmare bestämt regionen Gorski kotar och nationalparken Risnjak. Kupa  är 297 kilometer lång, varav 118 kilometer ligger mellan Kroatien och Slovenien.